# A legkisebb ugrifüles
A legkisebb ugrifüles magyar televíziós bábfilmsorozat, amelyet Csukás István írt és Foky Ottó rendezett. A sorozat három főszereplője Ugrifüles, a nyúl, Tüskéshátú, a sündisznó és Brekkencs, a béka. 
Két, egyenként 13 epizódból álló évad jelent meg, az első 1975-ben, a második 1976-ban készült.

## A sorozat készítése
A sorozatból két évadot mutattak be. Az első évad 1975-ben, a második évad pedig 1976-ban készült el a Magyar Televízió megrendelésére.
- Rendezte: Foky Ottó
- Írta: Csukás István
- Dramaturg: Bálint Ágnes (teljes évad), Dargay Attila (1. évad)
- Zenéjét szerezte: Gyulai Gaál János (1. évad), Pethő Zsolt (2. évad)
- Operatőr: Bayer Ottmár
- Segédoperatőr: Benedek László, Mazács Miklós
- Hangmérnök: Nyerges András Imre
- Hangasszisztens: Zsebényi Béla
- Vágó: Czipauer János
- Bábtervező: Krakovszky Mária, Pölöskei Gyula, Szabó László[1]
- Díszlettervező: Lambing Antal, Móritz Róbert, Sánta Béla
- Animátor: Cakó Ferenc (1. évad), Zoltán Annamária
- Színes technika: Fülöp Géza
- Felvételvezető: Deilinger Zsuzsa
- Gyártásvezető: Csillag Márta (1. évad), Magyar Gergely Levente (teljes évad)

Készítette a Magyar Televízió megbízásából a Pannónia Filmstúdió

## Szereplők
Főszereplők
- Ugrifüles – Márton András
- Tüskéshátú – Haumann Péter

Egyéb szereplők hangjai (ABC-sorrendben)
- Bakó Márta – gyík
- Balázs Péter – hörcsög (5 rész); kis béka, hód, pók (2. évad)
- Czigány Judit – vadmalac; kárókatona; gomba
- Deák B. Ferenc – teherautó-sofőr; lila nyúl; hörcsög (11. rész)
- Esztergályos Cecília – kismadár; kacsa mama
- Faragó Sári – sárgarigó (1. évad); kiskacsa; egér (11. és 21. rész)
- Farkas Antal – káposztatermesztő; bulldog; vadkoca mama (6. rész); kandisznó
- Gálvölgyi János – vizsla; trafikos kutya; Brekkencs (2. évad)
- Géczy Dorottya – kenguru mama; vadkoca mama (16. rész)
- Gyenge Árpád – teknős
- Halász Judit – postagalamb
- Harsányi Gábor – szarka (10. rész); holló (7. rész)
- Horkai János – hörcsög (24. rész); kertész vakond
- Horváth Gyula – fülesbagoly (1-2. évad); tacskó
- Horváth Pál – oroszlán
- Kern András – csíkos macska; kandúr; cincér
- Kibédi Ervin – kertész kecske
- Kovács Klára – giliszta; vadmalac
- Maros Gábor – kék nyúl; mókus
- Pálos Zsuzsa – kis kenguru; egér (11. rész); nyuszilány; vadmalac; sárgarigó (2. évad)
- Pártos Erzsi – idős hölgy
- Pathó István – afgán agár; sikló
- Sinkó László – Nap
- Szabó Ottó – Ugrifüles nagyapja
- Szatmári István – vakond (1-2. évad); szarka (22. rész)
- Szuhay Balázs – kutya; szarka (4. rész)
- Szűcs Gábor – beteg szőke kisfiú; kisfiú
- Tábori Nóra – spániel hölgy (2. évad)
- Tyll Attila – vakond (1. évad); harkály (16., 26. rész); holló (22. rész)
- Váradi Hédi – páva
- Zenthe Ferenc – harkály (20., 22. rész); madárijesztő

## Epizódok listája
| Évad | Évad | Részek száma | Részek száma | Eredeti sugárzás | Eredeti sugárzás | Magyar adó       |
| Évad | Évad | Részek száma | Részek száma | Évadbemutató     | Évadzáró         | Magyar adó       |
| ---- | ---- | ------------ | ------------ | ---------------- | ---------------- | ---------------- |
|      | 1.   | 13           | 13           | 1977. május 6.   | 1977. július 30. | Magyar Televízió |
|      | 2.   | 13           | 13           | 1978. április 1. | 1978. június 24. | Magyar Televízió |

### 1. évad (1977)
| Sor. | Év. | Cím                        | Premier          |
| ---- | --- | -------------------------- | ---------------- |
| 1.   | 1.  | Ugrifüles ugrócsoport      | 1977. május 13.  |
| 2.   | 2.  | Világot akarok látni       | 1977. május 6.   |
| 3.   | 3.  | Földalatti lakosztály      | 1977. május 21.  |
| 4.   | 4.  | Kiszabadítják a sárgarigót | 1977. május 28.  |
| 5.   | 5.  | A tüsszentő trafikosbódé   | 1977. június 11. |
| 6.   | 6.  | Rokonlátogatás             | 1977. június 25. |
| 7.   | 7.  | Koncert a fűtőtesten       | 1977. június 4.  |
| 8.   | 8.  | Az álmatlan fülesbagoly    | 1977. június 18. |
| 9.   | 9.  | A csupapofazacskó hörcsög  | 1977. július 16. |
| 10.  | 10. | A napóra                   | 1977. július 2.  |
| 11.  | 11. | A hetvenkedő hőscincér     | 1977. július 23. |
| 12.  | 12. | Tejben-vajban fürdenek     | 1977. július 9.  |
| 13.  | 13. | Hol aludjunk téli álmot?   | 1977. július 30. |

### 2. évad (1978)
| Sor. | Év. | Cím                     | Premier           |
| ---- | --- | ----------------------- | ----------------- |
| 14.  | 1.  | Szerbusz világ          | 1978. április 1.  |
| 15.  | 2.  | Életem első zsebkendője | 1978. április 8.  |
| 16.  | 3.  | Ki kopog?               | 1978. április 22. |
| 17.  | 4.  | Az árnyéknyúl           | 1978. május 6.    |
| 18.  | 5.  | Mikor focizunk már?     | 1978. április 15. |
| 19.  | 6.  | A sárga irigység        | 1978. április 29. |
| 20.  | 7.  | A nyúl nem tud repülni! | 1978. május 13.   |
| 21.  | 8.  | Ugrifüles új nadrágja   | 1978. május 20.   |
| 22.  | 9.  | Idegen tollak           | 1978. május 27.   |
| 23.  | 10. | Tanítják a hörcsögöt    | 1978. június 3.   |
| 24.  | 11. | Ki kapja az ajándékot?  | 1978. június 24.  |
| 25.  | 12. | A barátság rózsája      | 1978. június 17.  |
| 26.  | 13. | Ugrifüles nevenapja     | 1978. június 10.  |

## Mesekönyvekben
- A téli tücsök meséi (meseregény, 1974)
- A legkisebb ugrifüles (meseregény, 1985)
- A legkisebb ugrifüles a városban (meseregény, 1985)
- Ugrifüles az illemtanár (meseregény, 1986)
- Csukás István nagy mesekönyve (2001)